# Bawół afrykański
Bawół afrykański (Syncerus caffer) – duży ssak roślinożerny należący do rodziny wołowatych (Bovidae), jedyny przedstawiciel rodzaju bawół (Syncerus) Hodgson, 1847. 
Bawoły podgatunku leśnego są o połowę mniejsze. Afrykański bawół nie jest blisko spokrewniony z nieco większym azjatyckim wołem domowym. Jego pochodzenie wciąż pozostaje niejasne. Gatunek ten nie został nigdy udomowiony.

## Podgatunki
Gatunek bawół afrykański (Syncerus caffer) obejmuje pięć podgatunków:
- bawół południowy (Syncerus caffer caffer)
- bawół sawannowy (Syncerus caffer aequinoctialis)
- bawół zachodni (Syncerus caffer brachyceros)
- bawół górski (Syncerus caffer mathewsi)
- bawół leśny (Syncerus caffer nanus)

## Zasięg występowania i siedlisko
Występują od otwartej sawanny do gęsto porośniętych lasów tropikalnych. Zasięg występowania obejmuje takie państwa jak Sudan, Zambia, Zimbabwe, Namibia, Botswana, Mozambik, Południowa Afryka, Kenia i Tanzania.

## Wygląd
Sierść bawołów ciemnieje z wiekiem. W końcu staje się ciemnobrązowa, prawie czarna. Osadzone na dużej głowie rogi są u podstawy bardzo masywne. Występują u obu płci, jednak wypustkę rogową posiadają tylko samice. Silne kończyny są zakończone dwoma palcami pokrytymi racicami. Ogon zakończony dużym chwostem sięga pęcin.

### Wielkość
Wysokość w kłębie:
 140-170 cm

Długość ciała:
270-350 cm

Rozpiętość rogów:
około 1 m

Waga:
500-900 kg (typ stepowy, większy)

Długość życia:
do 20 lat

## Tryb życia
Podczas pory suchej stada bawołów liczące nawet do 2000 osobników dzielą się na mniejsze grupy. Z powodu upałów często zażywają kąpieli błotnych, a potem ocierają się o korę drzew, żeby pozbyć się zaschniętej warstwy błota. 

### Zachowanie
Bawół afrykański jest potężnym ssakiem, który ma niewielu naturalnych wrogów poza człowiekiem. Dorosłe bawoły potrafią skutecznie bronić się przed stadem lwów afrykańskich (Panthera leo). Lwy polują na bawoły regularnie, ale zwykle robią to stadnie zwalając z nóg samotne osobniki. Tylko duże samce lwów były znane z zabicia w pojedynkę dorosłego bawołu. Lampart plamisty (Panthera pardus) i krokuta cętkowana (Crocuta crocuta) są groźne tylko dla nowo narodzonych cieląt.

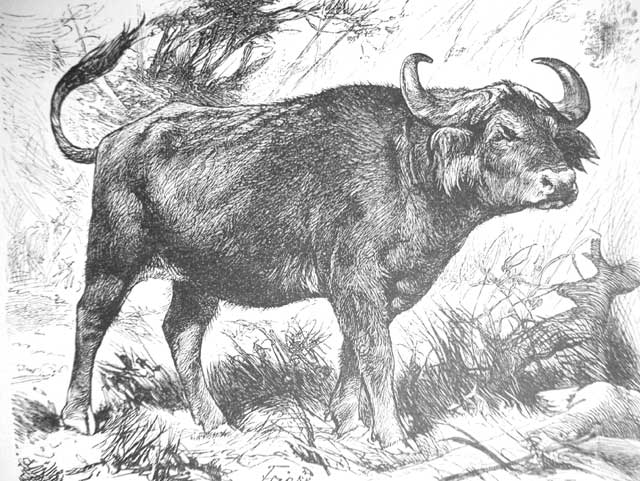
rycina z XIX w

Jest zaliczany do "Wielkiej piątki Afryki", powszechnie uważany jest za bardzo niebezpieczne zwierzę, ponieważ przebija rogami i zabija kilku ludzi co roku. W Afryce uważa się, że bawoły zabijają więcej ludzi niż jakiekolwiek inne zwierzę, pomimo że hipopotamy nilowe i krokodyle nilowe mają więcej ofiar na koncie. Bawoły cieszą się złą sławą wśród myśliwych polujących na grubego zwierza jako bardzo niebezpieczne zwierzęta. Obserwowano jak ranne zwierzęta zasadzały się i ścigały atakując myśliwych.

### Zachowanie socjalne
Podstawowe stado bawołów afrykańskich składa się z dojrzałych samic i ich potomstwa. Starsze byki są odganiane ze stada i tworzą grupy kawalerów.

### Pokarm
Żywią się różnymi gatunkami traw. Chętnie zjadają też bulwy. W lesie podgryzają liście, pąki i pędy. Potrzebują stałego dostępu do wody - dorosły osobnik potrzebuje dziennie 30 litrów wody, a w czasie suszy nawet 40. Żerują nocą i w chłodniejszych porach dnia.

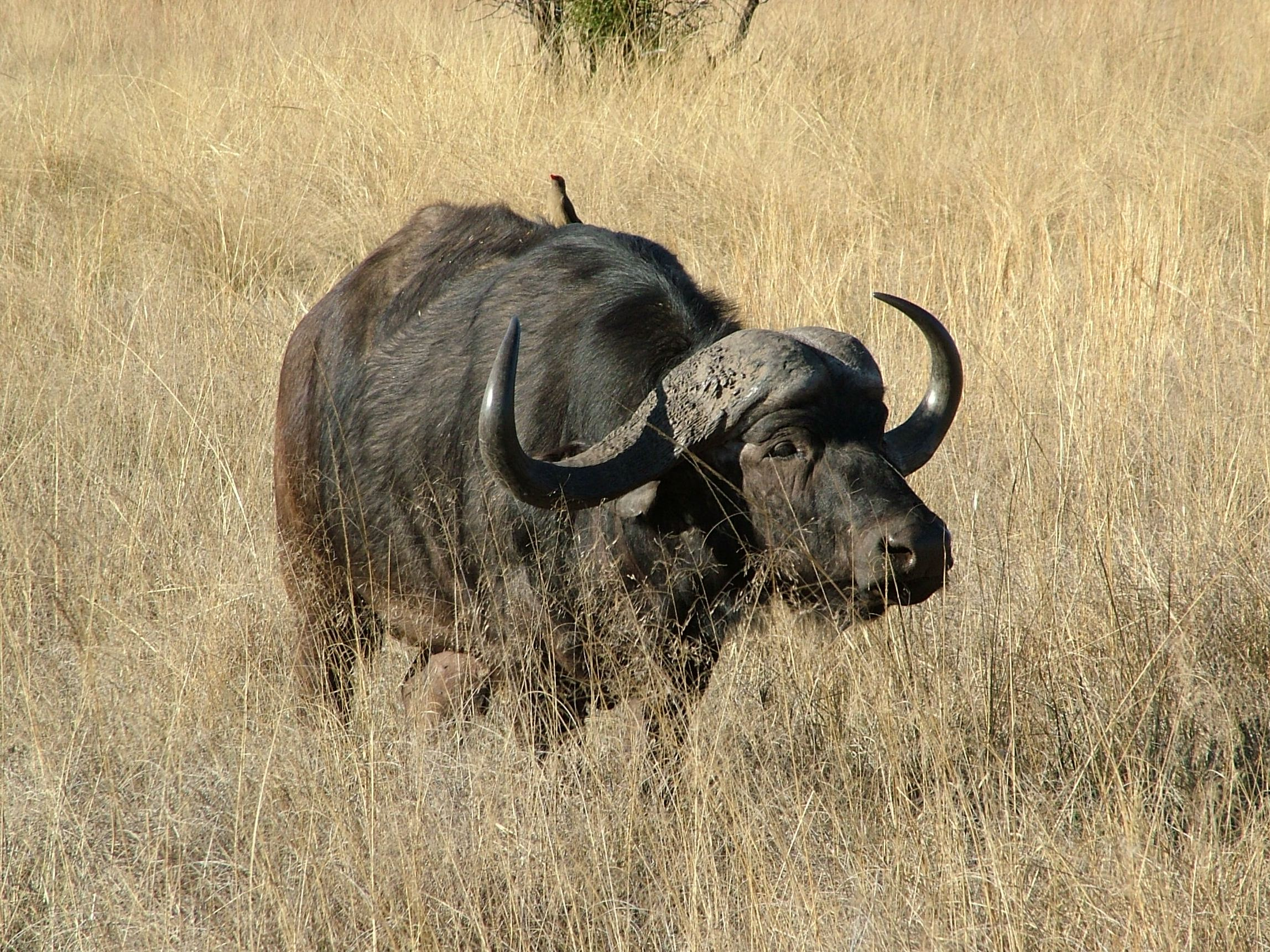
samiec

### Rozmnażanie
W suchych rejonach cielęta rodzą się tuż przed porą deszczową. W czasie godów samce starają się być jak najwyżej w hierarchii stada, toteż często dochodzi między nimi do starć. Zazwyczaj kończy się na pogróżkach, lecz gdy dojdzie do walki, może zakończyć się ona poważnymi urazami. Ciąża trwa od 330 do 340 dni. Na świat przychodzi jedno, bardzo rzadko dwa młode ważące 35-50 kg. Cielę wypija dziennie do 5 litrów mleka. Pod opieką krowy zostaje do 2 lat. Potem samce odchodzą, a samice zostają w tym samym stadzie co matka. Byki osiągają dojrzałość płciową w wieku 4,5, a krowy 3 lat.

## Status
Dawniej populacja afrykańskiego bawołu była oszacowana na dziesięć milionów sztuk. Obecnie ich liczba wynosi około 900 tysięcy. Powodem spadku pogłowia bawołu afrykańskiego są polowania dla mięsa i sportu, konwersja ich siedlisk na ziemię uprawną i pastwiska dla zwierząt domowych, osuszanie i wprowadzenie obcych gatunków szkodników i chorób (księgosusz).